# Het leven is vurrukkulluk (film)
Het Leven is Vurrukkulluk is een Nederlandse film uit 2018, geregisseerd door Frans Weisz. De hoofdrollen zijn vertolkt door Géza Weisz, Reinout Scholten van Aschat en Willeke van Ammelrooy.
Het scenario voor de film is gebaseerd op de roman Het leven is vurrukkulluk van Remco Campert.

## Rolverdeling
- Géza Weisz - Boelie
- Reinout Scholten van Aschat - Mees
- Willeke van Ammelrooy - Rosa
- Romy Lauwers - Panda
- Tine Joustra - Moeder van Mees
- Anniek Pheifer - Etta
- Nick Golterman - Wim
- Teun Kuilboer - Ernst-Jan
- Stefan de Walle - Kees
- Jim Deddes - Flip
- Elsie de Brauw - Moeder van Boelie
- Hugo Haenen - Vader van Mees
- Noah Valentyn - Rachid / Ramon
- Luuk Mensink - Jonge Kees
- Fee Swart - Jonge Rosa